# Dansk Automobil Byggeri

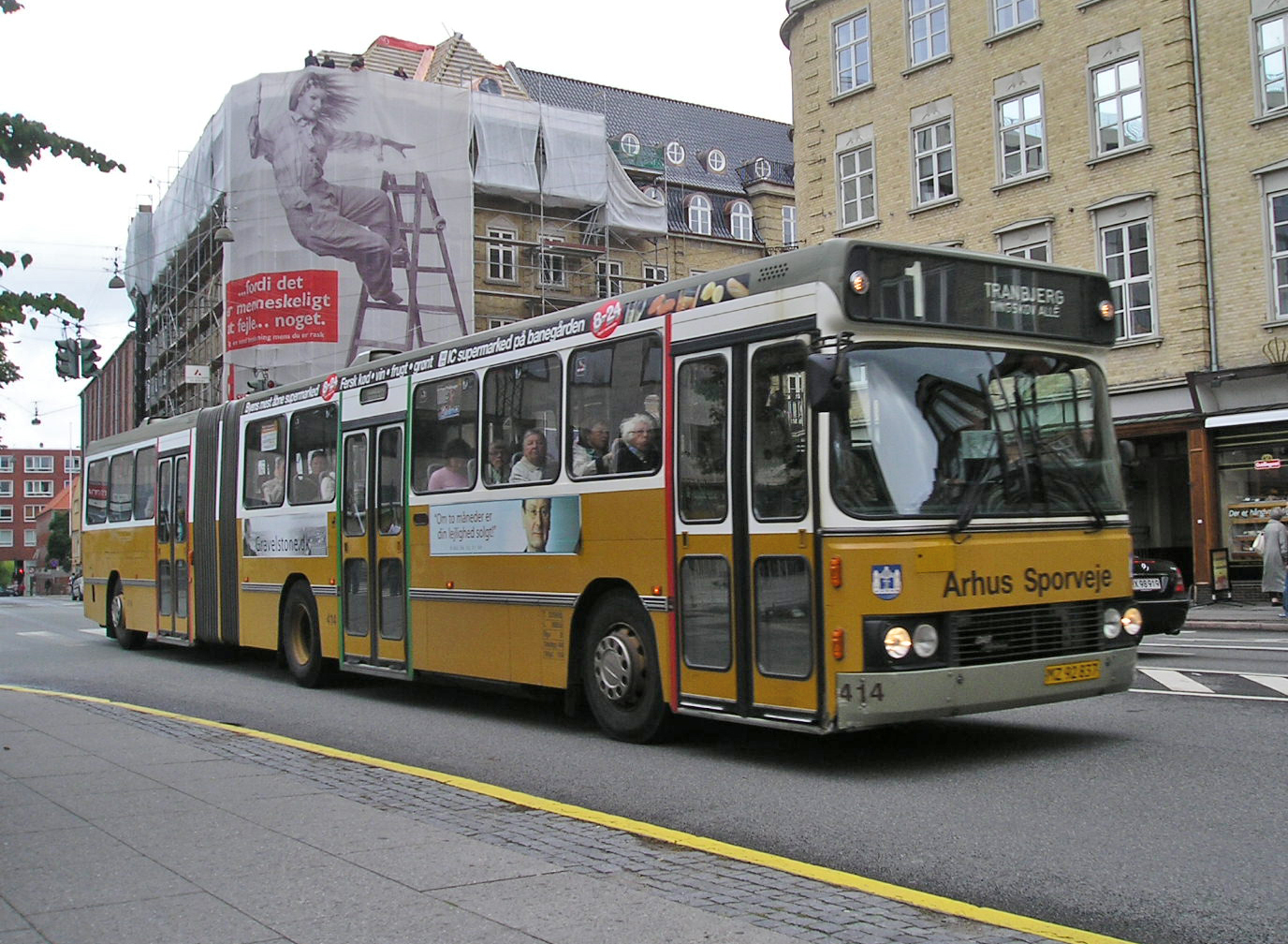
En DAB 12-1800B ledbuss på Århus Sporvejes linje 1, 2006

Dansk Automobil Byggeri A/S (DAB) var en dansk fordonstillverkare med säte i Silkeborg. Företaget var verksamt mellan 1912 och 2002.
DAB grundades 1912 i Silkeborg av den 25-årige invandrade tyske tjänstemannen Johannes Walther Darr (1887–1966) och började montera Ford- lastbilar. Företaget gick senare över till att montera busskarosserier på lastbilschassin från bland andra Audi, Krupp och Büssing-NAG. 
År 1953 påbörjade DAB ett samarbete med brittiska Leyland Motors, innebärande att DAB använde komponenter från Leyland Motors och byggde busskarosserier på Leyland-chassin. Från 1964 byggde DAB en standardiserad buss, huvudsakligen avsedd för Köpenhamn. DAB:s bussar hade aluminiumkarosseri. 
På 1970-talet köpte British Leyland aktiemajoriteten i DAB, varefter namnet ändrades till Leyland-DAB. Under 1980-talet började DAB också bygga ledbussar. Sådana användes i Danmark, samt i begränsad omfattning i Storbritannien, som de första ledbussarna där. 
Volvo köpte 1988 Leyland Bus, inklusive DAB-divisionen. År 1990 inlemmades DAB i den nybildade företagsgruppen United Bus tillsammans med nederländska DAF Bus, VDL Bova och Den Oudsten samt brittiska Optare. United Bus ägde 70% av aktierna i DAB. United Bus gick i konkurs 1993, men DAB överlevde och blev då kortvarigt ett självständigt och helägt danskt företag. 
Scania övertog företaget 1995, varefter namnet 1997 ändrades till Scania A/S, Silkeborg. Produktionen av DAB-utvecklade modeller upphörde 1999. Fabriken såldes av Scania 2002 till norska karossföretaget Vest Busscar. Företaget sattes i konkurs 2003.